# Бобовичский сельсовет
Бобовичский сельсовет (бел. Бабо́віцкі сельсавет; до 1965 г. — Чкаловский) — административная единица на территории Гомельского района Гомельской области Республики Беларусь. Административный центр — агрогородок Бобовичи.

## История
В 1965 году Чкаловский сельсовет переименован в Бобовичский.
В 2006 году в состав Бобовичского сельсовета включены населённые пункты упразднённого Дятловичского сельсовета — Старые Дятловичи и Чкалово.
21 июня 2007 года в состав Бобовичского сельсовета включены населённые пункты упразднённого Давыдовского сельсовета — Осовцы, Сосновка, Уза.

## Состав
Бобовичский сельсовет включает 7 населённых пунктов:
- Бобовичи — агрогородок
- Осовцы — деревня
- Сосновка — деревня
- Старые Дятловичи — деревня
- Цыкуны — деревня
- Уза — деревня
- Чкалово — деревня